# Erős Kálmán (százados)
Erős Kálmán (Piricse, 1821. augusztus 24. -  Érmihályfalva, 1900. november 9. honvéd százados. Az Erőss család lengyelfalvi ágának leszármazottja. 

## Életútja
Szülei lengyelfalvi gróf Erős István és Fráter Borbála. Öccse Erős Béla honvéd főhadnagy, lánytestére Erőss Johanna, apagyi Apagyi Antal honvéd hadnagy felesége.
1848. november 10-től hadnagyként szolgált a 48. honvédzászlóaljban Perczel Mór tábornok drávai hadtesténél. 1849. január 16-án előléptetik  főhadnaggyá a Hajdúságban alakuló 17. Bocskai huszárezrednél. Áprilisban ezrede felével beosztják a felső-magyarországi (IX.) hadtesthez. Az oroszok elleni harcok során - 1849. július 16-án alszázados lesz. Végül Patay István ezredes hadosztályparancsnok segédtisztje a Délvidéken összpontosított főseregnél. 
1852-ben feleségül veszi csicseri Orosz Karolint, akivel Fényeslitkére költöznek. Felesége 1898-ban bekövetkezett halála után elköltözik a Bihar vármegyei Érmihályfalvára, ott halt meg 1900. november 9-én.